# Kamille
Kamille, pseudonimo di Camille Purcell (Londra, 29 giugno 1988), è una cantautrice, paroliera e produttrice discografica britannica.
Autrice di vari brani di successo a livello nazionale e internazionale (What About Us delle The Saturdays feat. Sean Paul, Solo di Clean Bandit feat. Demi Lovato, Don't Call Me Up di Mabel, Black Magic e Shout Out to My Ex delle Little Mix e tanti altri), nella sua carriera ha lavorato con molti artisti in qualità di autrice e produttrice. A livello discografico ha pubblicato un EP e vari singoli.

## Carriera

### Formazione
Dopo aver studiato danza, canto e recitazione presso la Sylvia Young Theatre School e aver conseguito un master in economia, Kamille si è concentrata sulla musica iniziando a lavorare come autrice nel 2012.

### Autrice
Il suo primo brano come autrice, What About Us delle The Saturdays, ha ottenuto un notevole successo commerciale raggiungendo la vetta della classifica britannica: un risultato mai ottenuto precedentemente dalla band. Negli anni successivi ha scritto brani per molti artisti britannici, tra cui Little Mix, Leona Lewis, JLS, Mabel, Jessie J, Olly Murs, Clean Bandit, Jess Glynne, James Arthur, Dua Lipa, Tinie Tempah e altri, e in alcuni casi alcuni suoi brani sono stati interpretati anche da artisti internazionali tra cui Sia, Demi Lovato e Becky G. Oltre a ottenere spesso un notevole successo commerciale, alcune sue composizioni hanno vinto anche prestigiosi premi: ne è un esempio Shout Out to My Ex delle Little Mix, che ha vinto un BRIT Award come miglior singolo britannico del 2017. Nel 2018 ha vinto il premio di "Songwriter of the Year" agli A&R Awards.

### Interprete
A livello discografico la carriera di Kamille inizia nel 2015, anno in cui prende parte al singolo dei Brooker Brothers Anthem. Nel 2017 inizia a pubblicare singoli da lead artist e pubblica il suo primo EP My Head's a Mess. Negli anni successivi, pur non pubblicando album o altri EP, l'artista ha continuato a rendere disponibili dei singoli in maniera regolare. Kamille si è inoltre esibita in importanti eventi e programmi televisivi britannici come Top of the Pops e Jingle Bell Ball. Ha inoltre realizzato dei duetti con alcuni degli artisti con cui ha lavorato come autrice, tra cui Little Mix e Mabel, e curato la parte vocale di due singoli del DJ Tiesto.

## Discografia

### EP
- 2017 – My Head's a Mess

### Singoli
- 2017 – Body (feat. Avellino)
- 2017 – Raindrops
- 2018 – Go Deep (feat. Gordon City and Ghosted)
- 2018 – Emotional (feat. Kranium e Wstrn)
- 2019 – My Love (feat. Dr. Vades)
- 2019 – Don't Answer (feat. Wiley)
- 2019 – Santa X4 (feat. Next Town Down)
- 2020 – Love + Attention
- 2020 – Somebody (feat. Ebenezer)
- 2021 – Ayo! (feat. S1mba)
- 2021 – Mirror Mirror
- 2021 – Sad Party (feat. Halle & Ivorian Doll)
- 2022 – Learning
- 2022 – Weigh Loss

## Crediti come autrice
| Anno | Titolo                      | Interprete                              |
| ---- | --------------------------- | --------------------------------------- |
| 2012 | What About Us               | The Saturdays feat. Sean Paul           |
| 2012 | Help Me                     | Tinchy Stryder                          |
| 2013 | Mr. Right                   | Leona Lewis                             |
| 2013 | Billion Lights              | JLS                                     |
| 2013 | Good Enough                 | Little Mix                              |
| 2013 | Boy                         | Little Mix                              |
| 2013 | Nothing Feels Like You      | Little Mix                              |
| 2013 | Hero                        | Jessie J                                |
| 2014 | Song for You and I          | Union J                                 |
| 2014 | Throwback                   | Cheryl                                  |
| 2014 | Empire                      | Ella Henderson                          |
| 2014 | Glow                        | Ella Henderson                          |
| 2014 | 808                         | The Saturdays                           |
| 2014 | Treasure                    | Sam Bailey                              |
| 2015 | Sax                         | Fleur East                              |
| 2015 | More and More               | Fleur East                              |
| 2015 | Gold Watch                  | Fleur East                              |
| 2015 | Hair                        | Little Mix                              |
| 2015 | Love Me Like You            | Little Mix                              |
| 2015 | Black Magic                 | Little Mix                              |
| 2015 | Weird People                | Little Mix                              |
| 2015 | Grown                       | Little Mix                              |
| 2015 | I Love You                  | Little Mix                              |
| 2015 | The End                     | Little Mix                              |
| 2015 | The Beginning               | Little Mix                              |
| 2015 | Give a Little Love          | Andrea Faustini                         |
| 2016 | Shout Out to My Ex          | Little Mix                              |
| 2016 | Power                       | Little Mix                              |
| 2016 | Your Love                   | Little Mix                              |
| 2016 | Nothing Else Matter         | Little Mix                              |
| 2016 | Beep Beep                   | Little Mix                              |
| 2016 | Find Me                     | Sigma feat. Birdy                       |
| 2016 | You Don't Know Love         | Olly Murs                               |
| 2016 | Grow Up                     | Olly Murs                               |
| 2016 | Best is Yet to Come         | LuvBug                                  |
| 2017 | Got the Feeling             | Syn Cole feat. Kirstin                  |
| 2017 | Dum Dum                     | Kideko feat. Tinie Tempah e Becky G     |
| 2017 | No Man is an Island         | The Script                              |
| 2017 | Rain                        | The Script                              |
| 2017 | Reggaetón Lento Remix       | CNCO feat. Little Mix                   |
| 2017 | Get Some                    | Ghostled                                |
| 2017 | Call Me                     | Neiked feat. Mimi                       |
| 2018 | Loaded Gun                  | Boyzone                                 |
| 2018 | Tongue Tied                 | Boyzone feat. Alesha Dixon              |
| 2018 | Baby                        | Clean Bandit feat. Marina e Luis Fonsi  |
| 2018 | Solo                        | Clean Bandit feat. Demi Lovato          |
| 2018 | Think About Us              | Little Mix                              |
| 2018 | More Than Words             | Little Mix                              |
| 2018 | Monster in Me               | Little Mix                              |
| 2018 | The Cure                    | Little Mix                              |
| 2018 | Forget You Not              | Little Mix                              |
| 2018 | Strip                       | Little Mix feat. Sharaya J              |
| 2018 | Love Me Again               | Olly Murs                               |
| 2018 | Right Now                   | Marc E. Bassy                           |
| 2018 | You Deserve Better          | James Arthur                            |
| 2018 | Ring Ring                   | Jax Jones feat. Mabel e Rich the Kid    |
| 2018 | I'll Be There               | Jess Glynne                             |
| 2018 | Can't Move On               | Wild Youth                              |
| 2018 | Yes                         | Louisa feat. 2 Chainz                   |
| 2018 | Wish Me Well                | MIST feat. Jessie Ware                  |
| 2018 | Give Me Love                | Don Diablo feat. Calum Scott            |
| 2019 | Please Don't Touch          | Raye                                    |
| 2019 | Don't Call Me Up            | Mabel                                   |
| 2019 | Mad Love                    | Mabel                                   |
| 2019 | Lonelist Time of Year       | Mabel                                   |
| 2019 | Selfish Love                | Mabel                                   |
| 2019 | L.O.V.E.                    | Westlife                                |
| 2019 | Take Me There               | Westlife                                |
| 2019 | The Hurt Game               | The Script                              |
| 2019 | Hard Times                  | RITUAL feat. Robinson                   |
| 2019 | Harder                      | Jax Jones feat. Bebe Rexha              |
| 2019 | Easy Loving You             | SG Lewis                                |
| 2019 | All Day and Night           | Jax Jones, Martin Solveig, Madison Beer |
| 2019 | Close                       | Wild Youth                              |
| 2020 | Break Up Song               | Little Mix                              |
| 2020 | Holiday                     | Little Mix                              |
| 2020 | Confetti                    | Little Mix                              |
| 2020 | Happiness                   | Little Mix                              |
| 2020 | Cool                        | Dua Lipa                                |
| 2020 | Boyfriend                   | Mabel                                   |
| 2020 | West Ten                    | AJ Tracey e Mabel                       |
| 2020 | Hey Boy                     | Sia                                     |
| 2021 | Ready (feat. Summer Walker) | Fredo                                   |
| 2021 | Look What You've Done       | Zara Larsson                            |
| 2021 | I Need Love                 | Zara Larsson                            |
| 2021 | Bedroom                     | JJ Lin                                  |